# بيل رامزي (منافس ألعاب قوى)
بيل رامزي (بالإنجليزية: Bill Ramsey)‏ هو منافس ألعاب قوى أسترالي، ولد في 1 يونيو 1928.

## وصلات خارجية
- بيل رامزي على موقع النتائج التاريخية لألعاب القوى الأسترالية (الإنجليزية)
- بيل رامزي على موقع أوليمبيديا (الإنجليزية)